# Retro (opowiadania)
Retro – zbiór opowiadań Jacka Bocheńskiego wydany w roku 1990 nakładem wydawnictwa Verba. Są to historie napisane w latach 1947–1962. Bocheński długo zwlekał z wydaniem ich w jednym zbiorze, gdyż uważał, że  nie mogą one stanowić jednej, wspólnej całości. 

## Zawartość zbioru
- Ogród (Pierwszy utwór literacki prozą, jaki  Bocheński napisał. Opowiadanie powstało w roku 1947; opublikowane w „Kuźnicy” w styczniu 1948 roku)
- Salon Państwa Urbanów (pierwszy rozdział niedokończonej powieści Fabryka braci Urbanów; czas powstania: 1948 rok)
- Prometeusz (czas powstania: wrzesień 1955; opublikowany w „Przeglądzie Kulturalnym” w roku 1960 oraz po niemiecku w RFN w Dichter Europas erzählen Kindern, Gertrand Middelhauve Verlag Kön (Kolonia), 1972)
- Sokrates (opublikowany w „Nowej Kulturze” w 1961 roku)
- Lakoon (opublikowany w „Życiu Literackim” w 1962 roku)

## Wydania
- Jacek Bocheński, Retro, Chotomów: Verba, 1990.